# Гумініту група

Гумініту група.JPG

Гуміні́ту гру́па (рос. гуминита группа, англ. huminite group, нім. Humegruppe f) — у петрографії термін для позначення мацералів бурого вугілля, які утворюються з гуміфікованих залишків рослинного матеріалу відмерлих вищих рослин.

## Загальна характеристика
Характеризується чітко виділеними особливостями біохімічного розкладу, ступеню розкладеності і типу вихідного рослинного матеріалу.
Гумініту група включає три підгрупи мацералів: гумотелініти, гумодетриніти і гумоколініти. За ступенем збереженості структури фрагментів тканин гумотелініти розділяють на текстиніт, текстоульмініт, ульмініт та евульмініт. Мацерали підгрупи гумодетриніту за ущільненням скупчень мікрочасточок гуміфікованої речовини поділяють на атриніт та денсиніт. До підгрупи гумоколініту віднесені мацерали гелініт та корпогелініт. За іншими класифікаціями виділяють мацерали за типом тканин, їх систематичною приналежністю.
Ульмініт володіє більшою шліфувальністю, ніж текстиніт, зокрема десмініт.